# Bill Gaither
Willian (Bill) J. Gaither nació en Alexandria, Indiana, Estados Unidos, a 33 kilómetros de Indianápolis. Sus padres, George y Lela Gaither, tenían una granja a las afueras de la ciudad.

## Primeros años en la música
Bill, profesor de inglés, se graduó en 1959 en una escuela de Indian. Allí conoció a su esposa Gloria Sickal, quien en 1967 dejó su carrera y se dedicó, junto a su esposo, a la industria de la música. 
Formaron un trío musical en 1956, con su hermana Mary Ann y Danny Gaither. El trío recibió de nombre Trio Gaither. Años más tarde, Gloria Gaither se unió al grupo musical, reemplazando a Mary Ann.

## Gaither Vocal Band
Bill Gaither también creó el famoso cuarteto The Gaither Vocal Band, en 1981. Pasando por numerosos artistas como Steve Green, Jim Murray, Guy Penrod, Marshall Hall, Mark Lowry, David Phelps, Michael English y otros. Hoy día, este quinteto está formado por Reggie Smith, (quien ingresó recientemente en reemplazo de David Phelps), Wes Hampton, Adam Crabb, Todd Suttles, y por supuesto, Bill Gaither.

## Sus canciones
Bill y Gloria han creado múltiples canciones, las cuales, en su gran mayoría han sido compuestas por ella y con arreglos musicales de él. Algunas de ellas son: "Because He Lives" ( "Porque el Vive" ), "He Touched Me" ("Me Ha Tocado"), "The King Is Coming" ("El Rey Ya Viene"), "It Is Finished" ("Consumado es"), "Let Freedom Ring", etc. Al momento de escribir este artículo su repertorio cuenta con unas 600 canciones, sin embargo el matrimonio sigue componiendo aún hoy.

## Fundaciones
Bill Gaither ha creado Gaither Music Group, la gestión de derechos de autor ( Copyright Gaither Management), Gaither Studios. Y también fundó un centro comercial en Indiana, llamado Gaither Family Resources.

## Homecoming
Bill Gaither creó una serie de Conciertos, llamados Homecomings. El primero fue "Praise Gathering", en 1991. La idea era hacer conciertos en vivo, con invitados especiales, y compartirlo con el público, al mismo tiempo que se grababan. Con el paso del tiempo, el éxito fue tal, que los mismos comenzaron a grabarse en distintas ciudades de Estados Unidos, como también alrededor del mundo ( Inglaterra, Australia, Irlanda, Sudáfrica, Alaska, Hawái).
Hoy en día, todos los fines de semana se hacen 3 Homecomings (Viernes, Sábado y Domingo), los cuales forman parte de la gira anual del grupo (muchas veces, esa gira sale a Alemania, Holanda, Suecia y otros países de Europa).
Otra particularidad de los mismos, es la gran variedad de estilos (Sothern Gospel, Country, Rock, bluegrass, Gospel, Tradicional, incluso Música Hispana) y artistas que componen los Homecoming. Bautistas, Pentecostales, Metodistas, Evangélicos e incluso Adventistas.

## Premios
- Cristiano " Compositor del Siglo "( con Gloria Gaither ): Sociedad Americana de Compositores y Editores (ASCAP), 2000.
- Entre los 75 mejores empresarios de América : la revista Entrepreneur, 1997
- Inducido en el Salón de e la Fama de Evangelio Music, 1982.
- Premios Grammy en 1973 , 1975 , 1991 , 1999 , 2009; nominaciones adicionales en 1969 , 1974 , 1984 ( x2 ), 1987 , 1993, 1997 , 1998)
- Premios Dove en 1970, 1972, 1973 , 1974 ( x2 ), 1975 , 1976 ( x2 ), 1977 ( x2 ), 1978, 1979, 1980 , 1981, 1982 , 1986, 1987 , 1988, 1991 , 1992, 1993 , 1994 ( x3 ) , 1995 , 1999 ( x2 ), 2000. Numerosas otras candidaturas .
- Multi -platino álbum : 2. álbumes de Platino : 22. Álbumes de Oro : 21. (RIAA)
- ASCAP Mejor Evangelio Canción del Año : 1974 , 1980
- SPEBSQSA Miembro Honorario de vida: 2006
- La Universidad de Indiana Wesleyan Sociedad de World Changers inductee /Doctor honoris causa destinatario: 2010

## Obras

### Libros
- Gaither, Bill and Ken Abraham. It's More than Music: Life Lessons on Friends, Faith, and What Matters Most. Anderson, Indiana: Warner Books. 2003. (ISBN 0-446-53041-7)
- Gaither, Bill and Jerry Jerkins. I Almost Missed the Sunset. Thomas Nelson (pub). 1992. (ISBN 0-8407-7573-3).
- Gaither, Bill and Jerry Jerkins. Homecoming. Zondervan. 1997. (ISBN 0-310-21325-8)
- Gaither, Bill and Gloria Gaither. God Gave Song. Zondervan. 2000. (ISBN 0-310-23123-X)

### Discografía

#### El trío Gaither
- 1960s Happiness, The Bill Gaither Trio: Bill & Danny Gaither and Sherry Slattery
- 1970s At Home In Indiana
- 1970s The King Is Coming
- 1970s Sings Warm
- 1970s Allelujah: Praise Continues
- 1970s The Early Works
- 1972 Live (2 LP)
- 1972 Christmas...Back Home In Indiana
- 1972 My Faith Still Holds
- 1973 Especially For Children Of All Ages
- 1973 Let's Just Praise The Lord
- 1974 Something Beautiful...An Evening With The Bill Gaither Trio (2 LP)
- 1974 Because He Lives
- 1974 Thanks For Sunshine
- 1975 I Am A Promise
- 1975 Jesus, We Just Want To Thank You
- 1976 Praise
- 1977 My Heart Can Sing - The Inspiring Songs of Stuart Hamblen
- 1977 Moments For Forever (2 LP)
- 1978 Pilgrim's Progress
- 1978 The Very Best Of The Very Best
- 1979 We Are Persuaded
- 1979 He Touched Me
- 1980 The Very Best Of The Very Best...For Kids
- 1981 Bless The Lord Who Reigns In Beauty
- 1982 He Started The Whole World Singing
- 1983 Fully Alive
- 1984 Ten New Songs With Kids...For Kids About Life
- 1985 Then He Said Sing
- 1987 Welcome Back Home
- 1990 Hymn Classics
- 1992 Best Of The Gaithers...Live!
- 1993 Old Friends
- 1994 Oh Happy Day Vol. 1 & 2
- 1994 Precious Memories
- 1996 Our Recollections
- 2000 Bill Gaither Trio, Vol. 1
- 2000 Bill Gaither Trio, Vol. 2
- 2000 Bill Gaither Trio, Vol. 3
- 2000 Bill Gaither Trio, Vol. 4
- 2005 Bill Gaither (Un proyecto de solo Bill Gaither)